# 朝がまた来る
「朝がまた来る」（あさがまたくる）は、1999年1月20日にリリースされたDREAMS COME TRUEの23rdシングル。

## 概要
- 「ROMANCE」以来3年3ヵ月ぶりにオリコン首位を獲得、70万枚を超えるヒットとなった。
- 10thアルバム『the Monster』に2曲ともアルバムバージョンで収録された他、2015年に発売されたオールタイム・ベストアルバム『DREAMS COME TRUE THE BEST! 私のドリカム』にも両方シングルバージョンが収録されている。
- 収録曲は2曲ともフジテレビ系ドラマ「救命病棟24時」のために書き下ろされた[2]。当時ドラマプロデューサーであった小林義和からの依頼で主題歌起用が実現した。中村正人と小林義和は25年ほど前に中山美穂のビデオ制作現場で顔を合わせたことがあり、それ以来の再会となった[3]。

## 楽曲解説
朝がまた来る
- フジテレビ系ドラマ「救命病棟24時」主題歌[4]。
- ミュージックビデオが作られた（『DCT CLIPS V1』に収録）。
- 2014年11月より公募された「otoCoto presents OtoBon ソングノベルズ大賞 ～音楽を感じる小説～ DREAMS COME TRUE編」で「朝がまた来る」を元にした受賞作の小説「青の障壁」（著：白井かなこ）が2015年11月に電子書籍として発売された[5]。

三日月
- フジテレビ系ドラマ『救命病棟24時』挿入歌。
- 2017年に坂本真綾がドリカムトリビュートアルバム『The best covers of DREAMS COME TRUE ドリウタ Vol.1』にてカバーし、自身のアルバムでは2020年発売のベストアルバム『シングルコレクション+ アチコチ』に収録されている。

## 収録曲
| 全編曲: 中村正人。 |                  |           |                   |      |
| #                  | タイトル         | 作詞      | 作曲              | 時間 |
| 1.                 | 「朝がまた来る」 | 吉田美和  | 吉田美和/中村正人 | 4:02 |
| 2.                 | 「三日月」       | 吉田美和  | 吉田美和          | 4:11 |
| 合計時間:          | 合計時間:        | 合計時間: | 合計時間:         | 8:13 |

## ミュージックビデオ
| 曲名         | ミュージックビデオ                                                  |
| ------------ | ------------------------------------------------------------------- |
| 朝がまた来る | Dreams Come True「朝がまた来る」 - YouTube                          |
| 朝がまた来る | Dreams Come True「朝がまた来る」(from DWL 2015 Live Ver.) - YouTube |
| 三日月       | Dreams Come True「三日月」(Live from DWL 1999 冬の夢) - YouTube     |

## タイアップ
| 曲名         | タイアップ                               |
| ------------ | ---------------------------------------- |
| 朝がまた来る | フジテレビ系ドラマ「救命病棟24時」主題歌 |
| 三日月       | フジテレビ系ドラマ「救命病棟24時」挿入歌 |

## 収録アルバム
朝がまた来る
- THE VOICE OF FATE～救命病棟２４時　オリジナル・ドラマ・トラックス～(1999年2月24日、instrumental ballad mix、tv mix)
- the Monster(1999年4月21日)
- DREAMS COME TRUE GREATEST HITS "THE SOUL"(2000年2月14日)
- the Monster 2002:monkey girl odyssey tour special edition(2002年3月29日、pp-mix live version)
- DREAMANIA DREAMS COME TRUE 〜SMOOTH GROOVE COLLECTION〜(2004年1月9日)
- THE SOUL FOR THE PEOPLE 〜東日本大震災支援ベストアルバム〜(2011年6月29日)
- 史上最強の移動遊園地 DREAMS COME TRUE WONDERLAND 2011(2012年3月21日、初回限定盤特典CD)
- DREAMS COME TRUE THE BEST! 私のドリカム(2015年7月7日)
- DOSCO prime(2020年10月14日、DOSCO prime Version)

三日月
- THE VOICE OF FATE～救命病棟２４時　オリジナル・ドラマ・トラックス～(1999年2月24日、scat version)
- the Monster(1999年4月21日)
- DREAMS COME TRUE GREATEST HITS "THE SOUL"(2000年2月14日)
- the Monster 2002:monkey girl odyssey tour special edition(2002年3月29日)
- DREAMAGE-DREAMS COME TRUE “LOVE BALLAD COLLECTION”(2004年1月9日)
- DREAMS COME TRUE THE BEST! 私のドリカム(2015年7月7日)

## カバー
| 楽曲         | リリース      | アーティスト                 | 収録作品                                                                                |
| ------------ | ------------- | ---------------------------- | --------------------------------------------------------------------------------------- |
| 朝がまた来る | 2015年4月1日  | Little Glee Monster/COLDFEET | トリビュートアルバム「私とドリカム2 -ドリカムワンダーランド2015 開催記念 BEST COVERS-」 |
| 朝がまた来る | 2015年8月19日 | Ms.OOJA                      | カバーアルバム「THE HITS 〜No.1 SONG COVERS〜」                                         |
| 三日月       | 2017年5月3日  | Ms.OOJA                      | カバーアルバム「Ms. OOJAの、いちばん泣けるドリカム」                                    |
| 三日月       | 2017年7月7日  | 坂本真綾                     | トリビュートアルバム「The best covers of DREAMS COME TRUE ドリウタ Vol.1」              |
| 三日月       | 2020年7月15日 | 坂本真綾                     | コンピレーションアルバム「シングルコレクション+ アチコチ」                              |